# Józef Zator-Przytocki
Józef Zator-Przytocki, pseudonim Czeremosz (ur. 21 stycznia 1912 w Wicyniu, zm. 26 listopada 1978 w Gdańsku) – polski duchowny rzymskokatolicki, podpułkownik Armii Krajowej.

## Życiorys

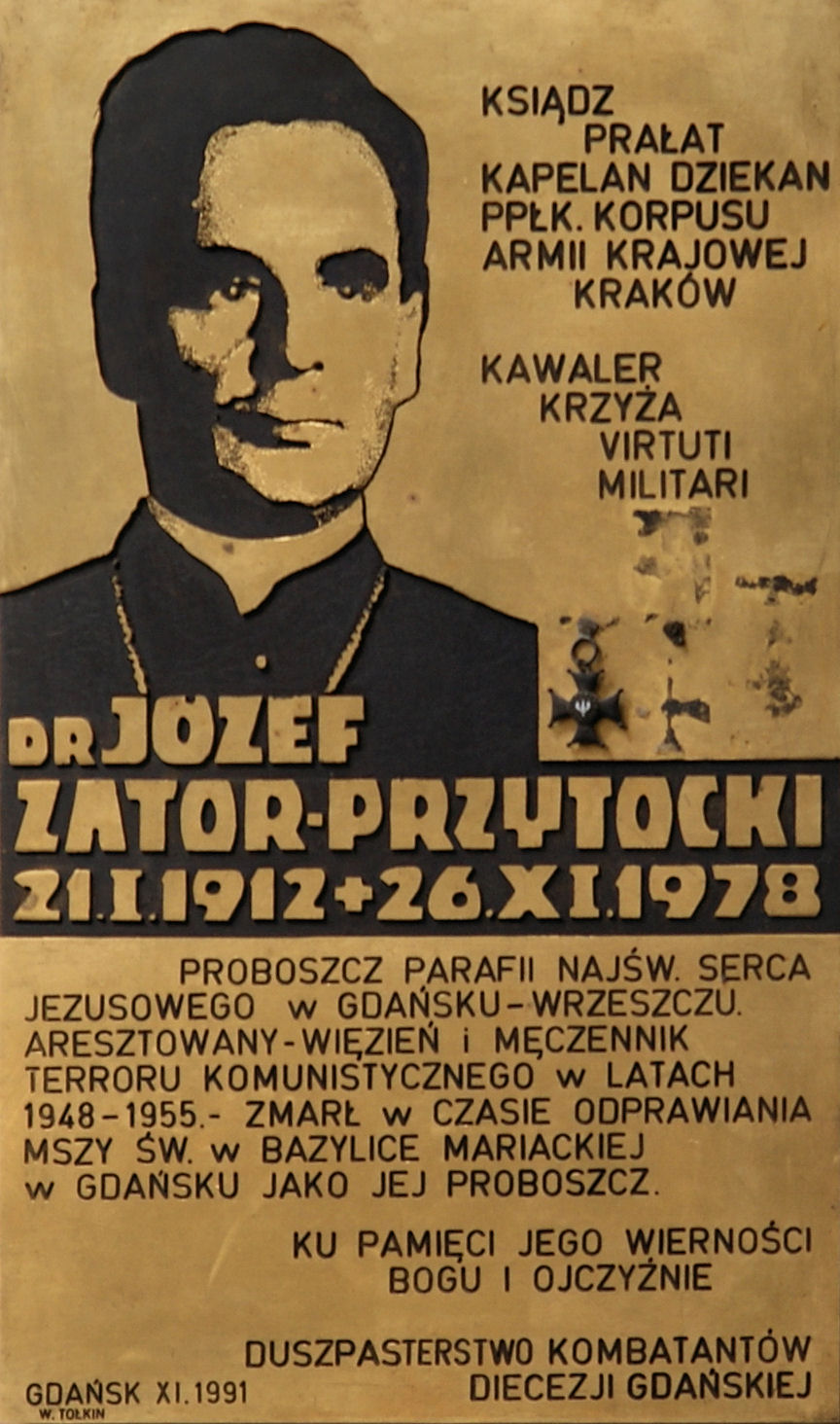
Tablica pamiątkowa w gdańskiej bazylice Mariackiej

Po ukończeniu Szkoły Powszechnej w Wicyniu uczył się w Gimnazjum im. Króla Jana Sobieskiego w Złoczowie. W maju 1930 zdał maturę i został studentem Wydziału Prawa Uniwersytetu Jana Kazimierza we Lwowie. Zrezygnował jednak ze studiów uniwersyteckich i wstąpił do Wyższego Seminarium Duchownego we Lwowie. 29 czerwca 1935 otrzymał w katedrze lwowskiej święcenia kapłańskie z rąk arcybiskupa Bolesława Twardowskiego. Był wikarym i katechetą w Delatynie, po dwóch latach został przeniesiony do kolegiaty w Stanisławowie. Na krótko przed wybuchem II wojny światowej na własną prośbę został kapelanem wojskowym. Po agresji ZSRR na Polskę i okupacji Małopolski Wschodniej przez Armię Czerwoną wrócił do kolegiaty w Stanisławowie. Pomagał w przerzutach oficerów polskich na Węgry i do Rumunii. Zagrożony aresztowaniem przez NKWD ukrył się w seminarium duchownym we Lwowie i w 1940 przez zieloną granicę dostał się do niemieckiej strefy okupacyjnej (Generalne Gubernatorstwo). Przy przekraczaniu  sowiecko-niemieckiej linii demarkacyjnej zatrzymany przez niemiecki patrol graniczny, jednak został zwolniony przy pomocy niemieckiego oficera, który był katolikiem. Zamieszkał w Krakowie przy ul. Krowoderskiej 48, koło klasztoru Sióstr Wizytek. Zaangażował się w działalność konspiracyjną. Uczył także w tajnych gimnazjach i liceach.
W 1942 został oddelegowany przez kardynała Adama Stefana Sapiehę do pracy duszpasterskiej Polski Walczącej; mianowany zastępcą księdza generała Piotra Niezgody i dziekanem korpusu Armii Krajowej Okręgu Kraków. Został odznaczony Krzyżem Srebrnym Orderem Virtuti Militari (1943), Krzyżem Walecznych, Złotym Krzyżem Zasługi z Mieczami, Medalem Wojska (Polska Obrońcy Swemu) i Krzyżem Armii Krajowej.
W 1945 został przeniesiony do Gdańska i mianowany administratorem parafii Najświętszego Serca Jezusowego we Wrzeszczu. Do 1948 odbudował zrujnowany pod koniec wojny kościół i zorganizował życie parafii. W maju 1948 obronił doktorat na Uniwersytecie Mikołaja Kopernika Toruniu.
W 1948 za działalność w AK został aresztowany przez UB i przewieziony do Warszawy. Osadzony w areszcie śledczym Ministerstwa Bezpieczeństwa Publicznego, a następnie w X pawilonie śledczym na Mokotowie; w 1949 skazany został na 15 lat więzienia. W więzieniu we Wronkach spędził 6 lat. Wyszedł na wolność po amnestii w 1955.
W 1958 otrzymał probostwo kościoła Mariackiego w Gdańsku. Poświęcił się odbudowie świątyni ze zniszczeń wojennych. Zmarł 26 listopada 1978 w czasie odprawiania mszy.
Pochowany został w bazylice Mariackiej. W 2017 trumna ze szczątkami została przeniesiona do nowo utworzonej krypty Kapłanów Gdańskich w bazylice Mariackiej.
Jego nazwiskiem nazwano ulicę w dzielnicy Gdańsk Wrzeszcz.
Ks. Zator-Przytocki jest autorem opublikowanych wspomnień:
- Józef Zator-Przytocki: Pamiętniki z lat 1939–1956. 1987 (Aspekt) i 1999 Oficyna Wydawnicza „W Misji”.